# Na h-Eileanan an Iar (circonscription du Parlement écossais)
Circonscription parlementaire du Parlement écossais
La circonscription de Na h-Eileanan an Iar est une circonscription électorale écossaise crée en 1999.

## Liste des députés
| Élection | Député            | Parti | Parti        |
| -------- | ----------------- | ----- | ------------ |
| 1999     | Alasdair Morrison |       | Travailliste |
| 2003     | Alasdair Morrison |       | Travailliste |
| 2007     | Alasdair Allan    |       | SNP          |
| 2011     | Alasdair Allan    |       | SNP          |
| 2016     | Alasdair Allan    |       | SNP          |

## Résultats des deux candidats arrivés en tête
| Élection | Candidat arrivé 1er | Parti  | Parti        | Score           | Candidat arrivé 2e | Parti | Parti        | Score  |
| -------- | ------------------- | ------ | ------------ | --------------- | ------------------ | ----- | ------------ | ------ |
| 1999     | Alasdair Morrison   |        | Travailliste | 50,7 %          | Alasdair Nicholson |       | SNP          | 36,1 % |
| 2003     | Alasdair Morrison   | 47,0 % | Travailliste | 41,2 %          | Alasdair Nicholson |       | SNP          |        |
| 2007     | Alasdair Allan      |        | SNP          | 46,6 %          | Alasdair Morrison  |       | Travailliste | 41,6 % |
| 2011     | Alasdair Allan      | 65,3 % | SNP          | Donald Crichton | 28,6 %             |       | Travailliste |        |
| 2016     | Alasdair Allan      | 52,1 % | SNP          | Rhoda Grant     | 25,6 %             |       | Travailliste |        |